# Hate Bombs
The Hate Bombs waren eine 1993 gegründete US-amerikanische Garage-Rock-Band aus Orlando/Florida. Vor ihrer Auflösung 2003 veröffentlichte die Band zwei Alben und eine EP. Unter Vertrag stand die Band bei Speed-O-Meter Records.

## Geschichte
Die Band bestand aus Dave Ewing (Gitarre, Gesang), Mick Crowley (Gitarre), Ken Chiodini (Schlagzeug) und Scott Sugiuchi (Bass). Crowley verließ die Band noch vor der Trennung im Jahre 2003 und wurde bis zur Auflösung der Band durch Fred Mullins ersetzt.
2003 wurde ein Dokumentarfilm über die Band gedreht. Regisseur war George William, der Sänger der heutigen Post-Hardcore-Band Save Our Souls.

## Diskografie
EPs
- 1997: One Thing on My Mind

Alben
- 1997: Here Comes Treble
- 1999: Hunt You Down

## Filmografie
- 2003: The Last Days of the Hate Bombs